# レクイエム (2009年の映画)
『レクイエム』（Five Minutes of Heaven）は、2009年のイギリス・アイルランドの社会派映画。監督はオリヴァー・ヒルシュビーゲル、出演はリーアム・ニーソンとジェームズ・ネスビットなど。北アイルランド紛争のさなかに起きたテロ事件から30数年後の加害者と被害者の弟の対面を描いている。
本国イギリスでは劇場公開ではなく、2009年4月5日にBBC Twoでテレビ放送された。日本でも劇場での一般公開はなかったが、第22回東京国際映画祭（2009年10月）において『5分間の天国』のタイトルで上映された他、DVDが2010年7月2日に発売された。海外ではBDも発売されている。
2009年1月に開催された第25回サンダンス映画祭において監督賞（World Cinema Directing Award: Dramatic）と脚本賞（World Cinema Screenwriting Award）を受賞している。

## ストーリー
史実とフィクションを織り交ぜて描く。
爆弾テロや殺人が日常茶飯事となっていた1975年の北アイルランドで、アルスター義勇軍のメンバーである17歳のアリスター・リトルは報復テロとしてカトリック教徒である19歳のジム・グリフィンを殺害する。しかし、その現場をジムの8歳になる弟ジョーに目撃される。
33年後、加害者であるアリスターと被害者の弟ジョーがテレビ番組の企画で顔を合わせることになる。
事件後、アリスターは無期懲役の刑を受けるが12年で釈放されていた。服役中に彼は自分の犯した罪を深く悔い、出所後は自分のような過ちを若者たちが繰り返さないように説いてまわる活動をしていた。一方ジョーは、ジムを見殺しにしたと母親から責められ続けた辛い日々の記憶に未だに苦しめられていた。
撮影現場でジョーはアリスターを殺そうとナイフまで用意していたが、土壇場になってカメラでの撮影を拒み、その場を後にしてしまう。その様子を影から見つめていたアリスターは、自らジョーに会いに行くことを決意する。

## キャスト
- アリスター・リトル: リーアム・ニーソン

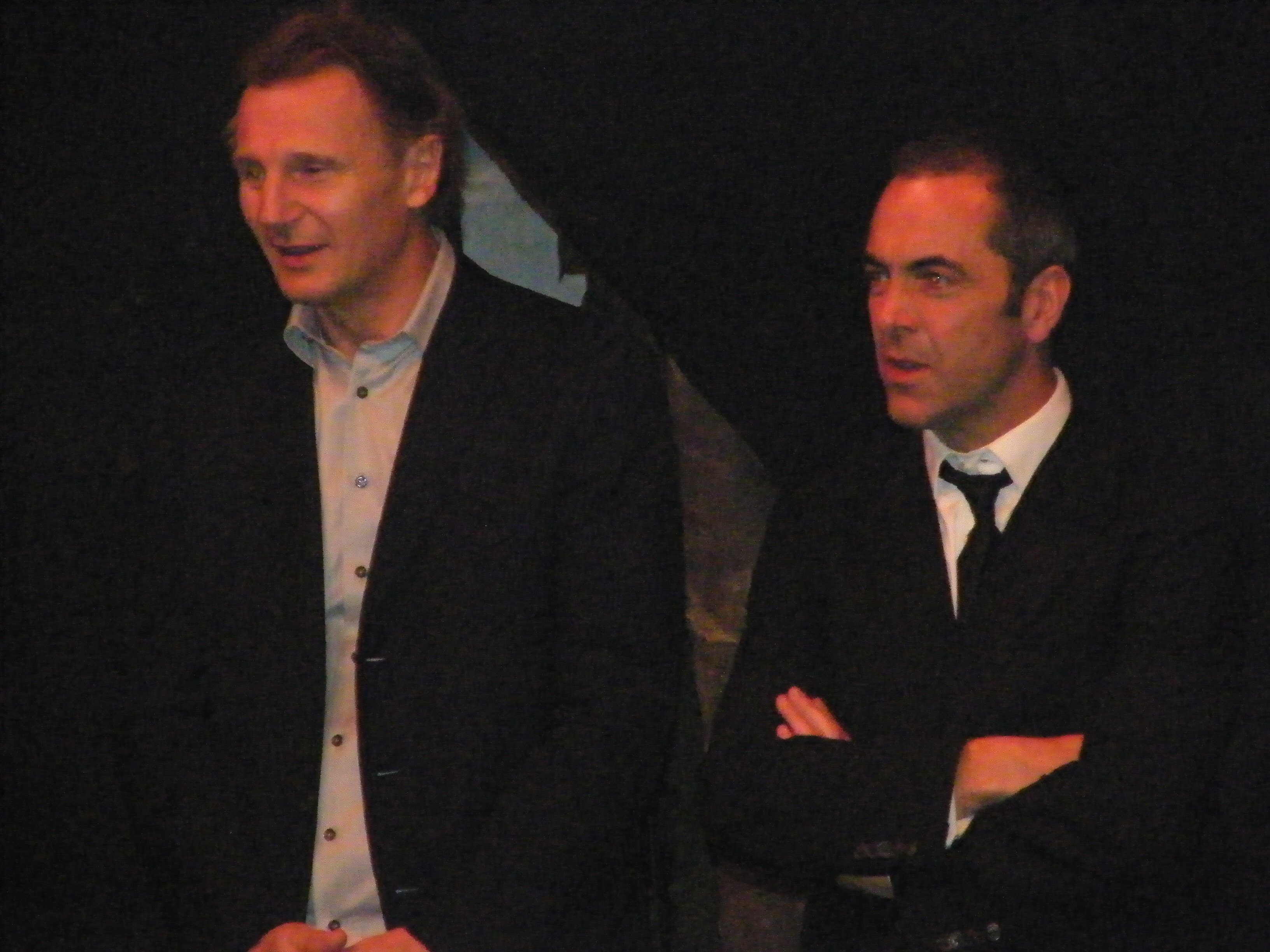
リーアム・ニーソン（左）とジェームズ・ネスビット

- ジョー・グリフィン: ジェームズ・ネスビット
- ヴィカ: アナマリア・マリンカ - テレビ局のスタッフ

## 作品の評価
Rotten Tomatoesによれば、44件の評論のうち高評価は75%にあたる33件で、平均点は10点満点中6.6点、批評家の一致した見解は「オリヴァー・ヒルシュビーゲルが『北アイルランド問題』をドラマチックに描いた本作は俳優の腕の見せ所であり、リーアム・ニーソンとジェームズ・ネスビットはその挑戦に十二分に応えている。」となっている。
Metacriticによれば、15件の評論のうち、高評価は11件、賛否混在は3件、低評価は1件で、平均点は100点満点中62点となっている。